# Chiapa Tuzantla
Chiapa Tuzantla är en ort i Mexiko.   Den ligger i kommunen Tancanhuitz och delstaten San Luis Potosí, i den centrala delen av landet, 240 km norr om huvudstaden Mexico City. Chiapa Tuzantla ligger 288 meter över havet och antalet invånare är 380.
Terrängen runt Chiapa Tuzantla är lite kuperad. Runt Chiapa Tuzantla är det ganska tätbefolkat, med 124 invånare per kvadratkilometer. Närmaste större samhälle är Tancanhuitz de Santos, 5,8 km väster om Chiapa Tuzantla. I omgivningarna runt Chiapa Tuzantla växer huvudsakligen savannskog.